# Kojatice
Kojatice är en ort i Tjeckien.   Den ligger i regionen Vysočina, i den sydöstra delen av landet, 150 km sydost om huvudstaden Prag. Kojatice ligger 487 meter över havet och antalet invånare är 342.
Terrängen runt Kojatice är platt. Runt Kojatice är det glesbefolkat, med 16 invånare per kvadratkilometer. Närmaste större samhälle är Moravské Budějovice, 9,7 km nordost om Kojatice. I omgivningarna runt Kojatice växer i huvudsak blandskog.